# Oath Bound
Oath Bound è il sesto album della symphonic black metal band austriaca Summoning. Con quasi 70 minuti, è l'album più lungo pubblicato dalla band austriaca ed anche contiene la canzone più lunga del gruppo, Land of the Dead. Il nome Oath Bound è tratto dal Silmarillion di J. R. R. Tolkien. La cover e le illustrazioni del booklet consistono in illustrazioni realizzate dall'artista Albert Bierstadt.

## Lista tracce
1. "Bauglir" - 2:58
2. "Across the Streaming Tide" - 10:20
3. "Mirdautas Vras" - 8:13
4. "Might and Glory" - 8:26
5. "Beleriand" - 9:27
6. "Northward" - 8:39
7. "Menegroth" - 8:12
8. "Land of the Dead" - 12:50

## Formazione
- Protector - chitarra, tastiere, batteria, voce nelle tracce 2, 4 e 8
- Silenius - tastiere, voce nelle tracce 3, 5, 6 e 7
- Stefan Huber - testo nella traccia 3